# Товар 200
Товар 200 (рус. Груз 200) у руском (совјетском) војном жаргону означава транспорт мртвих војника. Назив 200 је добио по званичој употреби сандука носивости до 200 кг, у којем су се отпремали погинули војници.
За разлику од Товара 200, Товар 300 означава превоз рањених војника.

## Сличне ознаке у руском жаргону
- Груз 100 — војно наоружање, опрема
- Груз 300 — означава превоз рањених војника
- Груз 400 — означава порвеђеног или ухваченог војника
- Груз 500 — лекови
- Груз 600 — товар великих габарита
- Груз 700 — превоз новаца
- Груз 800 — хемијско оружје
- Споменик Црни туплиан — означава споменик палим у Совјетском рату у Авганистану